# Ich hab’ mein Herz im Autobus verloren
Ich hab' mein Herz im Autobus verloren ist eine deutsche Stummfilm-Actionkomödie aus dem Jahre 1929 mit Saetta Domenico Gambino und Truus van Aalten in den Hauptrollen. Die Geschichte basiert auf einer Novelle von Mario Sarrocchi.

## Handlung
Der sportive Tausendsassa Tommy wird von seinem Onkel, dem Bankier Jahn, angewiesen, in dessen Auftrag einen Stapel Aktien zu erwerben. Tommy springt in seinen Rennwagen und macht sich auf den Weg. Unterwegs passiert er einen Autobus, auf dessen Verdeck es sich die blutjunge Dorrit gemütlich gemacht hat. Beim nächsten Stopp lernt man sich kennen, und Tommy, dem das Mädchen ausnehmend gut gefällt, kann titelgemäß behaupten: Ich hab' mein Herz im Autobus verloren. Jedenfalls folgt Dorrit Tommys Einladung, vom Bus in seinen kleinen Rennflitzer umzusteigen, gern. Damit beginnt eine Reihe von höchst turbulenten Zwischenfällen, die nicht zuletzt darauf beruhen, dass man nun nach Tommy wegen Entführung einer Minderjährigen fahndet. Man findet die beiden rasch. Tommy wird verhaftet und muss hinter Gittern, während die vergnügungssüchtige Dorrit erst einmal in ein Mädchenpensionat verbracht wird.
Beide Protagonisten hält es jedoch nicht lange an diesen Orten. Tommy bricht aus dem Gefängnis aus, und seine Sehnsucht nach Dorrit, lässt ihn schließlich vor den Toren eben jenes Pensionats landen, wo Dorrit schon sehnsüchtig auf ihre „Befreiung“ wartet. Fortan sind die beiden jungen Liebesleute andauernd auf der Flucht, in den aberwitzigsten Verkleidungen und über Stock und Stein mit Kai-Kai, dem Auto, und dem Hund Seppl als zeitweilige Begleiter. Dorrit, nunmehr in Männerkleidern unterwegs, wird auf der Flucht von einem Grafen als Diener des hochherrschaftlichen Besitzes engagiert, während Tommy einer Verpflichtung als Chauffeur nachkommt. Vor allem Dorrits Verkleidung als angeblicher Mann bringt das minderjährige Mädel in die unmöglichsten Situationen. Erst als Bankier Jahn auf der Bildfläche erscheint, entwirren sich die Handlungsstränge, und Tommy und Dorrit können einer gemeinsamen Zukunft frohgemut entgegensehen.

## Produktionsnotizen
Ich hab' mein Herz im Autobus verloren, bezüglich des Titels eine Reverenz an den alten Schlager Ich hab’ mein Herz in Heidelberg verloren, entstand von Februar bis April 1929 und wurde in Berlin-Grunewald (Atelieraufnahmen) sowie in Tivoli (Latium) und Sizilien (Außenaufnahmen) gedreht. Der Film passierte die Filmzensur am 27. Juli desselben Jahres und noch im selben Sommer in der deutschen Provinz uraufgeführt. Die Berliner Premiere fand am 21. Oktober 1929 im Primus-Palast statt. Die Länge des mit Jugendverbot belegten Siebenakters betrug 2645 Meter.
Die Produktionsleitung übernahm Jacob Lorsch, die Aufnahmeleitung Paul Goergens. Die Filmbauten gestaltete Robert Basiliei.

## Kritiken
Georg Herzberg befand im Film-Kurier:

„Isa Querio schrieb ein Sammelsurium drollig gedachter Situationen, so unbekümmert um alle dramaturgischen Gesetze, daß zuweilen ganz reizvolle Nuancen entstehen, die dem Routine-Autor selten in die Feder kommen. Aber da der Schluß gut gelungen ist, wird der Eindruck, dass man 2645 Meter für eine Handlung verdrehte, die knapp für einen Zweiakter reicht, etwas abgeschwächt. Die Gemeinschaftsregie von Domenico Gambino und Carlo Campogalliani trifft den Ton des Manuskriptes insofern, als auch ihr zuweilen der Geist der Liebhaberbühne anhaftet. Sie läßt zwei Menschen unbekümmert in der Welt umherziehen, ohne daß sie etwas Filmenswertes erleben. Von amüsanten Tupfern ist der ganze Film durchsetzt.“

In der Berliner Illustrierte Nachtausgabe war zu lesen:

„Was sich tut, ist eigentlich ganz ohne Logik. Wenn man unhöflich sein wollte, sogar blöd. Aber zwischendurch werden hohe Mauern erklettert, läßt man ein Auto in einen Lastwagen fahren und den Lastwagen kreuz und quer, immer so, daß er beinahe in den Abgrund stürzt, so dass immerhin so viel Spannung übrig bleibt, dass man von einem Peripherieerfolg sprechen könnte, das heißt an den Theatern, die nahe an der Eingemeindungsgrenze liegen. Truus van Alten zieh ab und zu ihre komischen Gesichter, zieht sich fünfzigmal an und aus und erzielt deshalb genau so wie ihr Kollege mit dem langen italienischen Namen sogar Beifall. (…) Nicht zu vergessen sind die Titel, mit denen man sicher ein paar Nummern eines Witzblattes ausreichend mit Stoff versorgen kann.“

Peter Suhrkamp schrieb im Berliner Tageblatt:

„Saetta Domenico Gambino bringt einige sensationelle Attraktionen. Den Höhepunkt bildet eine Fahrt im Rennwagen auf einer Drahtseilbahn. Darüber hinaus zeigt er für den Film kaum Qualitäten. Leider aber hat er auch die Hauptrolle in der Komödie, dier hier mehr als nur Rahmen für die Sensation ist, und die Regie des Films. So gerät alles belanglos, peinlich handfest und unsicher im Geschmack. Das allgemeine Niveau beeinträchtigt auch Truus van Aalten, ihre Drolerien bleiben episodistisch.“